# Amedeo Amadei (compositore)
Amedeo Amadei (Loreto, 9 dicembre 1866 – Torino, 16 giugno 1935) è stato un compositore e direttore d'orchestra italiano.
Era figlio d'arte: il padre Roberto Amadei e il nonno Pietro Amadei erano maestri di musica, compositori, organisti e direttori della Cappella Musicale di Loreto.
La nonna Teresa Dati Di Montavio, moglie del M° Pietro Amadei, era una cantante lirica.
La sorella Cecilia (moglie del M° Quirino Lazzarini - Organista della Cappella Musicale Lauretana e primo maestro di Beniamino Gigli) era una valente pianista.
Allievo del padre iniziò  a comporre musica all'età di 5 anni, A sette anni la sua prima pubblicazione che porta l'intestazione Piccola Marcia di Amedeo Amadei - d’anni sette - (proventi a beneficio dell’asilo infantile di Loreto).
Fu organista, maestro di cori, direttore d’orchestra e di banda, arrangiatore, orchestratore, maestro di pianoforte e maestro compositore.
A 20 anni conseguì il diploma di Maestro Compositore e nel 1889 quello di Maestro di Pianoforte all'Accademia Filarmonica di Bologna.
Come concertista di pianoforte era interprete appassionato dei maggiori compositori di musica classica, in particolare di Chopin.
Nel 1887 fu nominato Maestro Direttore di Banda e Organista a Longarone e nel 1889 vinse il concorso di Maestro Direttore di Banda Militare del 73º Reggimento Fanteria.
Scrisse musica classica, sacra, operette, commedie musicali, colonne musicali di film, suites, intermezzi, egloghe, marce militari, inni (tra gli altri La Voloira inno dell'artiglieria a cavallo premiato con medaglia d'oro), musica per banda, a plettro, per pianoforte, in genere e leggera.
È stato uno dei primi compositori ascritti alla S.I.A.E.
Le sue composizioni numerate ammontano a 498 (delle quali molte suddivise in 4-5 brani musicali ciascuna): per pianoforte, per grande e piccola orchestra.
Tra i brani musicali per grande orchestra sono degni di particolare menzione: la Suite Campestre (op. 205), la Suite Medioevale (op. 335), la Suite Goliardica (op. 350), Impressioni d’Oriente 1ª e 2ª suite (op. 413), la suite Aquarelli Nordici (op. 462) e la Suite Marinaresca(op. 290).
Fu esaminatore dei Professori dell'Orchestra del Teatro Regio di Torino e fece parte di molte giurie nei concorsi internazionali per concertisti.
Del M° Pietro Mascagni fu grande amico e estimatore: spesso il M° Mascagni veniva a Loreto, in estate, per incontrarsi con lui.
Loreto, sua città natale che adorava e le Marche ispirarono molti dei suoi brani musicali.
A Torino, città che gli fu anche molto cara e dove visse oltre 20 anni, compose gran parte delle sue musiche. Morì il 16 giugno 1935 in questa città; riposa nel cimitero della sua città natale.
L'operetta La favola della principessa ottenne consensi molto favorevoli della critica e del pubblico.
T'lass mai fait parei del 1921 (dalle oltre mille repliche) fu rappresentato dalla compagnia Casaleggio per 325 sere consecutive al Teatro Rossini di Torino.
| Controllo di autorità | VIAF (EN) 28557675 · ISNI (EN) 0000 0001 1754 1098 · SBN LO1V134312 · BAV 495/223139 · LCCN (EN) n86108913 · GND (DE) 137894481 · BNE (ES) XX4422252 (data) · NSK (HR) 000670751 |